# Trg svetog Marka
 Ovo je glavno značenje pojma Trg svetog Marka. Za druga značenja pogledajte Trg svetog Marka (razdvojba).
Trg svetog Marka (razgovorno Markov trg), središnji trg zagrebačkog Gornjega grada, nekad poznat i kao Radićev trg. Osim crkve sv. Marka, na Trgu svetoga Marka sjedište je najviših državnih institucija: Hrvatskoga sabora, Vlade Republike Hrvatske i Ustavnoga suda. Markov trg u prenesenom značenju može označavati hrvatsku politiku, odnosno politiku hrvatske vlade ili sabora.
God. 1740. gradski senator Ivan Hyacintha dao je ispred južnoga portala župne crkve sv. Marka podignuti pil (zavjetni spomenik), djelo Claudia Kautza, na čijemu se vrhu nalazio pozlaćeni prikaz Blažene Djevice Marije, a u podnožju kipovi sv. Josipa, sv. Ivana Nepomuka, sv. Ivana Evanđelista i sv. Ivana Krstitelja, te prikazi grbova Hrvatske, Slavonije, Dalmacije i Zagreba. Pil je 1869. srušen radi izgradnje vodoskoka prigodom posjeta cara Franje Josipa. Također, zbog dotrajalosti kipa donesena je odluka o izradi novoga, za koji je zadužen Anton Dominik Fernkorn. Zbog veličine novi kip nije postavljen na trg, nego je postavljen i uklopljen u fontanu ispred zagrebačke katedrale te ga krase prikazi četiriju anđela koji simboliziraju četiri kreposti: vjeru, nadu, čistoću i poniznost.
Trg je obnovljen 2006. godine i popločen granitnim kockama.
Od kolovoza 2005. Vlada RH zabranila je sva javna okupljanja na Trgu svetoga Marka, no zabranu okupljanja ukinuo je u srpnju 2012. novi saziv Sabora.
Trg je kroz povijest samo jednom mijenjao ime. Nakon atentata u beogradskoj skupštini imenovan je u čast Stjepana Radića, a povijesno ime vraćeno mu je 1990. godine.
Na trgu su od 1992. do 2015. na dužnost prisegnuli svi tadašnji Predsjednici Republike: Franjo Tuđman (1992. i 1997.), Stjepan Mesić (2000. i 2005.), Ivo Josipović (2010.) i Kolinda Grabar-Kitarović (2015.)

## Vanjske poveznice
|  | Zajednički poslužitelj ima još gradiva o temi Trg svetog Marka u Zagrebu |